# Droga wojewódzka nr 629
Droga wojewódzka nr 629 (DW629) – droga wojewódzka w województwie mazowieckim. Biegnie przez teren miasta Warszawy, przecinając ścisłe śródmieście, a dalej przez Marki, Słupno do Radzymina. Łączy drogę wojewódzką nr 719 przy skrzyżowaniu ulicy Wolskiej i Kasprzaka w Warszawie i DW635 w miejscu dawnego wiaduktu ulicy Wołomińskiej nad starą obwodnicą Radzymina. Na pewnym odcinku stanowi fragment Trasy W-Z.
Na terenie Warszawy biegnie ulicami: Wolską, aleją „Solidarności”, mostem Śląsko-Dąbrowskim, Radzymińską.

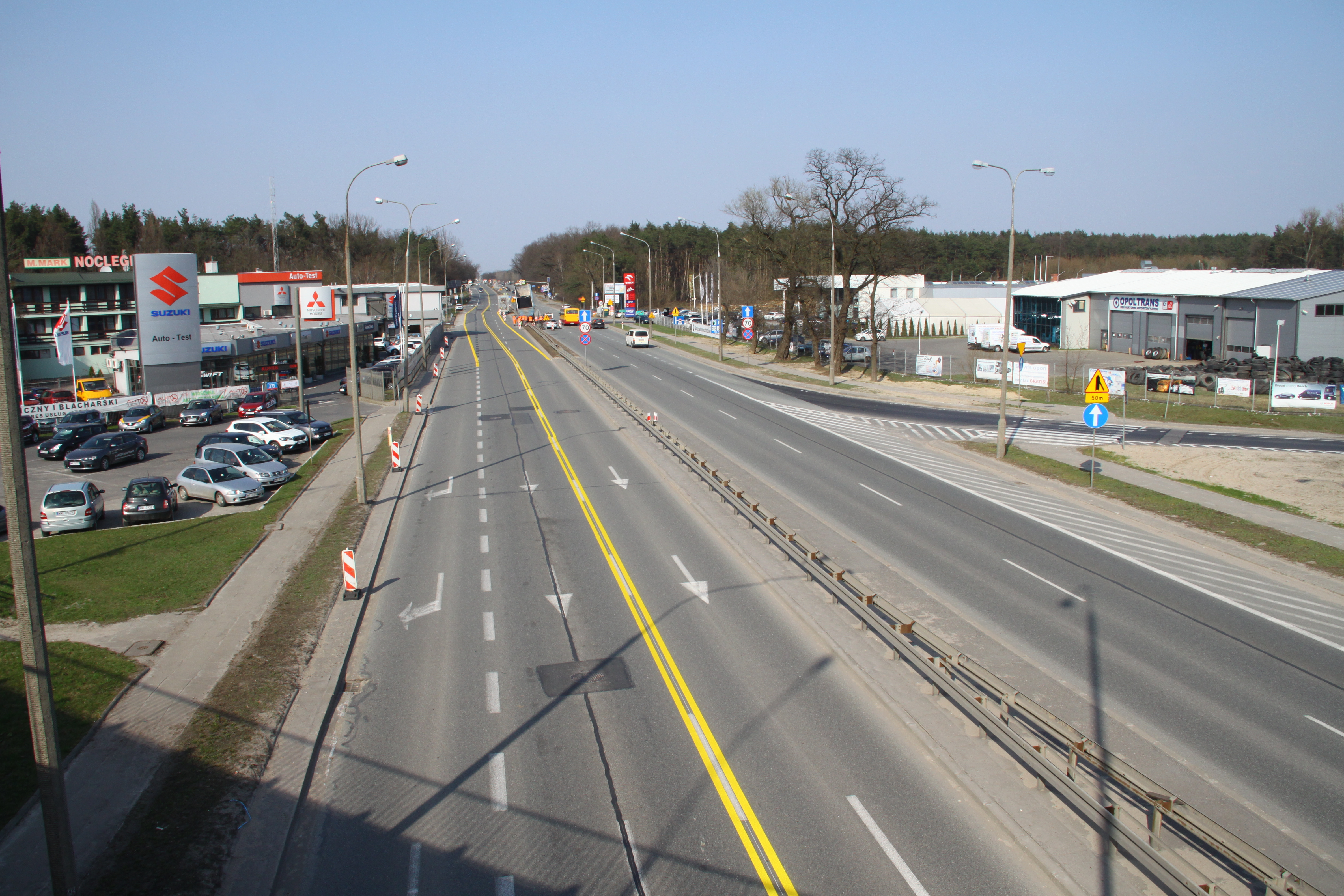
Droga w trakcie remontu w kwietniu 2018 na północy Marek, widok z wiaduktu DW 631 w kierunku Radzymina

Z chwilą oddania do użytku obwodnicy Marek zgodnie z obowiązującymi przepisami stary odcinek drogi krajowej nr 8 przebiegający przez Marki, Słupno i Radzymin został pozbawiony statusu drogi krajowej, przedłużając w ten sposób przebieg drogi wojewódzkiej nr 629.
W ramach kontraktu na budowę obwodnicy Marek firma Astaldi ma wykonać remont nawierzchni drogi na odcinku Marki - Radzymin. Remont prowadzony będzie etapami, podczas których jedna z jezdni na pewnym odcinku będzie zamknięta. Prace na moście na rzece Długiej w Markach zaczęły się 4 kwietnia 2018 roku co wiązało się ze zwężeniem jezdni do Radzymina w tym miejscu do jednego pasa ruchu, a 10 kwietnia rozpoczęto przygotowania do przeniesienia ruchu na jedną jezdnię na odcinku zaczynającym się na wysokości ulicy Wiewiórki w Strudze w Markach do kilometra 479 jezdni w kierunku Białegostoku.
Droga na całej długości pozbawiona została kategorii drogi wojewódzkiej na mocy uchwały 116/20 Sejmiku Województwa Mazowieckiego z 8 września 2020 roku oraz na terenie Warszawy na podstawie uchwały nr 162/19. Uwaga - nie dotyczy odcinka przekategoryzowanej drogi krajowej nr 8 od skrzyżowania z drogą wojewódzką nr 632 w kierunku Radzymina - jednak ten odcinek nie miał jeszcze oficjalnie nadanego numeru i prawdopodobnie będzie to przedłużenie drogi wojewódzkiej nr 632. 